# Маркос Роберто Силвеира Реис
Маркос Роберто Силвеира Реис (порт. Marcos Roberto Silveira Reis; 4. август 1973), познатији само као Маркос, бивши је бразилски фудбалер који је играо на позицији голмана. Читаву каријеру провео је у Палмеирасу. Са репрезентацијом Бразила је освојио Светско првенство 2002.